# Scott Porter
Matthew Scott Porter (Omaha, 14 de julho de 1979) é um ator e cantor ocasional norte-americano conhecido por seu papel como Jason Street no drama de televisão da NBC, Friday Night Lights. Seu personagem se machucou durante um jogo de futebol no episódio piloto e ficou incapacitado. O personagem foi inspirado no jogador de futebol americano David Edwards.
Porter fez par com Alyson Michalka e Vanessa Hudgens no filme de 2009, Bandslam. Ele cantou a música "Pretend", que faz parte da trilha sonora de Bandslam. Em 2010, ele desempenhou o papel do investigador do escritório de advocacia, Blake Calamar, no drama jurídico da CBS, The Good Wife.
Ele estrelou como George Tucker na série de comédia dramática da CW, Hart of Dixie.

## Biografia
Porter nasceu em Omaha, Nebraska, e estudou na Lake Howell High School em Winter Park, Flórida. Em Lake Howell, ele era um wide receiver no time de futebol e se formou em 1997. Enquanto um estudante na University of Central Florida, ele cantou percussão vocal em um grupo vocal a cappella, 4: 2: Five. Porter também trabalhava como babá e "não tinha tempo para festas".

## Vida pessoal
Em abril de 2013, Porter se casou com a diretora de elenco Kelsey Mayfield, uma ex- líder de torcida da Universidade do Texas que ele conheceu no set de Friday Night Lights. Um de seus padrinhos foi o roteirista e diretor Jamie Linden , um colega de escola em Lake Howell. Em maio de 2015, Mayfield deu à luz seu filho, McCoy Lee. Sua filha, Clover Ash, nasceu em agosto de 2017.

## Filmografia
| Ano  | Título                                 | Papel             | Nota           |
| ---- | -------------------------------------- | ----------------- | -------------- |
| 2007 | Music and Lyrics                       | Colin Thompson    |                |
| 2008 | Speed Racer                            | Rex Racer (jovem) |                |
| 2008 | Speed Racer: Wonderful World of Racing | Rex Racer         | Curta-metragem |
| 2008 | Prom Night                             | Bobby Brown       |                |
| 2009 | Bandslam                               | Ben Wheatly       |                |
| 2009 | The Good Guy                           | Tommy Fielding    |                |
| 2010 | Dear John                              | Randy             |                |
| 2010 | Hit Me                                 | Keith             | Curta-metragem |
| 2011 | Ten Years                              | Scott             |                |
| 2013 | The To Do List                         | Rusty Waters      |                |

| Ano           | Título                            | Papel                             | Nota                                                                            |
| ------------- | --------------------------------- | --------------------------------- | ------------------------------------------------------------------------------- |
| 2006          | As the World Turns                | Casey Hughes                      | 4 episódios                                                                     |
| 2006          | The Bedford Diaries               | Jason Miller                      | 2 episódios                                                                     |
| 2006          | Ugly Betty                        | Cara                              | Episódio: "Pilot"                                                               |
| 2006–08; 2010 | Friday Night Lights               | Jason Street                      | 42 episódios: Principal (1ª-3ª Temporada); Participação especial (5ª Temporada) |
| 2009, 2015    | Caprica                           | Nestor Willow                     | Recorrente (8 episódios)                                                        |
| 2010–2011     | The Good Wife                     | Blake Calamar                     | Recorrente (2ª Temporada; 14 episódios)                                         |
| 2011          | Marvel Anime: Wolverine           | Scott Summers / Ciclope (voz)     | Dublagem americana                                                              |
| 2011          | Marvel Anime: X-Men               | Scott Summers / Ciclope (voz)     | Dublagem americana                                                              |
| 2011-2015     | Hart of Dixie                     | George Tucker                     | Principal                                                                       |
| 2013          | The Eric Andre Show               | Ele mesmo                         | 2ª Temporada, episódio 10                                                       |
| 2015          | Master Work                       | Sean Fetters                      | Telefilme                                                                       |
| 2015          | Parenthood                        | Marido da Amber                   | Cameo                                                                           |
| 2016-2017     | Ultimate Spider-Man               | Ben Reilly / Scarlet Spider (voz) | Principal (4ª Temporada)                                                        |
| 2016          | Rosewood                          | Detetive Russ Hame                | Episódio: "Ballistics & BFFs"                                                   |
| 2016          | Scorpion                          | Timothy "Tim" Armstrong           | 13 episódios                                                                    |
| 2016          | Outcast                           | Donald "Donnie" Hamel             | 2 episódios                                                                     |
| 2018          | Law & Order: Special Victims Unit | Nick Hunter                       | 1 episódio                                                                      |
| 2018          | Avengers Assemble                 | White Wolf (voz)                  | 6 episódios                                                                     |
| 2019          | Charmed                           | Levi (Heaven’s Vice)              | 1 episódio                                                                      |
| 2019          | Why Women Kill                    | Ralph Vlasin                      | 2 episódios                                                                     |
| 2020-         | Harley Quinn                      | Flash (voz)                       | Recorrente                                                                      |
| 2021          | Ginny & Georgia                   | Prefeito Paul Randolph            | Recorrente                                                                      |

| Ano       | Título                                       | Papel                                                      |
| --------- | -------------------------------------------- | ---------------------------------------------------------- |
| 2011      | X-Men: Destiny                               | Adrian Luca                                                |
| 2013      | Marvel Heroes Online                         | Ciclope                                                    |
| 2013–2014 | The Walking Dead: Season Two                 | Luke                                                       |
| 2014      | Lego Batman 3: Beyond Gotham                 | Aquaman, Superboy                                          |
| 2015      | Batman: Arkham Knight                        | Asa Noturna                                                |
| 2015-2017 | Minecraft: Story Mode                        | Lukas                                                      |
| 2016      | Lego Marvel Avengers                         | Bucky Barnes / Soldado Invernal                            |
| 2017      | Guardians of the Galaxy: The Telltale Series | Peter Quill / Senhor das Estrelas                          |
| 2017      | Injustice 2                                  | Robin                                                      |
| 2017      | Madden NFL 18                                | Colt Cruise                                                |
| 2017      | Marvel vs. Capcom: Infinite                  | Soldado Invernal                                           |
| 2018      | Madden NFL 19                                | Colt Cruise                                                |
| 2018      | Lego DC Super-Villains                       | Aquaman                                                    |
| 2018      | Spider-Man                                   | Harry Osborn, vozes adicionais                             |
| 2019      | Marvel Ultimate Alliance 3: The Black Order  | Peter Quill / Senhor das Estrelas, Scott Summers / Ciclope |

| Ano  | Título     | Papel   |
| ---- | ---------- | ------- |
| 2004 | Altar Boyz | Matthew |